# سلیم زعنون
سلیم زعنون (عربی: سليم الزعنون؛ زادهٔ دسامبر ۱۹۳۴) در غزه زاده شد. او به ابو ادیب، به‌ عنوان یک سیاست‌مدار کهنه‌کار فلسطینی نیز مشهور است. او از ۱۹۹۳ عضو و رئیس مجلس ملی فلسطین بوده‌است. زعنون یکی از بنیانگذاران فتح و عضو شورای مرکزی باقی مانده‌است. زعنون در ۱۹۵۵ برای تحصیل در رشته حقوق به دانشگاه قاهره وارد شد؛ و در ۱۹۵۷ دیپلم حقوق و در ۱۹۵۸ در رشته تخصصی سیاسی و اقتصادی دیپلم گرفت. در بیست و یکمین جلسه شورای ملی فلسطین در ۱۹۹۶ در غزه باتفاق آرا به ریاست شورا انتخاب شد. او شانزدهمین رئیس گردشی کنگره پارلمان عربی در مارس ۲۰۱۰ بود.